# Ubavoj nam Crnoj Gori
Ubavoj nam Crnoj Gori, je crnogorska državna himna od 1870. do 1918. godine.
Tekst je napisao Jovan Sundečić i objavio je u crnogorskom časopisu Orlić 1865. godine. Glazbu je, za prvu varijantu izvedbe, komponirao Anton Šulc, dok je drugu varijantu na Sundečićev tekst skladao Crnogorac Jovan Ivanišević.
Himna "Ubavoj nam Crnoj Gori" je prvi puta predstavljena 1870. na Cetinju u izvedbi pjevačkoga zbora "Jedinstvo" iz Kotora.
Godine 2004. Crna Gora je proglasila novu himnu "Oj, svijetla majska zoro".

## Tekst himne
UBAVOJ NAM CRNOJ GORI
Ubavoj nam Crnoj Gori s ponositim brdima,

Otadžbini što ne dvori, koju našim miš’cama

Mi branimo i držimo prezirući nevolju,–

Dobri Bože, svi T’ molimo: živi Knjaz Nikolu!

Zdrava, srećna, moćna, slavna, – obćem vragu na užas.

Vrlim pretcim’ u svem’ ravna, svom narodu na ukras;

Dobrim blaga, zlijem stroga; krsta, doma, slobode

Zaštitnika revnosnoga, – hrani nam Ga, Gospode!

Od kovarstva i napasti čuvaj Njega i Njegov Dom;

Koji snije Njem’ propasti – neka bude propast tom!

A koji mu vjeru krši, – pravda tog ukrotila,

Krjepki Bože, sve rastr’ si što nam zloba rodila

Kud’ On s nama, svuđ’ mi s njime krv smo ljevat gotovi

Za Nj’, za vjeru našu, ime i za braću u okove!

Tamo ćemo svetu dugu odzivati se svaki čas,–

Bože, svej nam bud’ u krugu, blagosiljaj Njeg’ i nas!

## Vanjske poveznice
- O crnogorskim himnama
- Kompletan tekst himne "Ubavoj nam Crnoj Gori"[neaktivna poveznica]